# Artos de El Ejido
Los Artos de El Ejido es un Lugar de Importancia Comunitaria perteneciente al municipio homónomo en la provincia española de Almería.

## Introducción

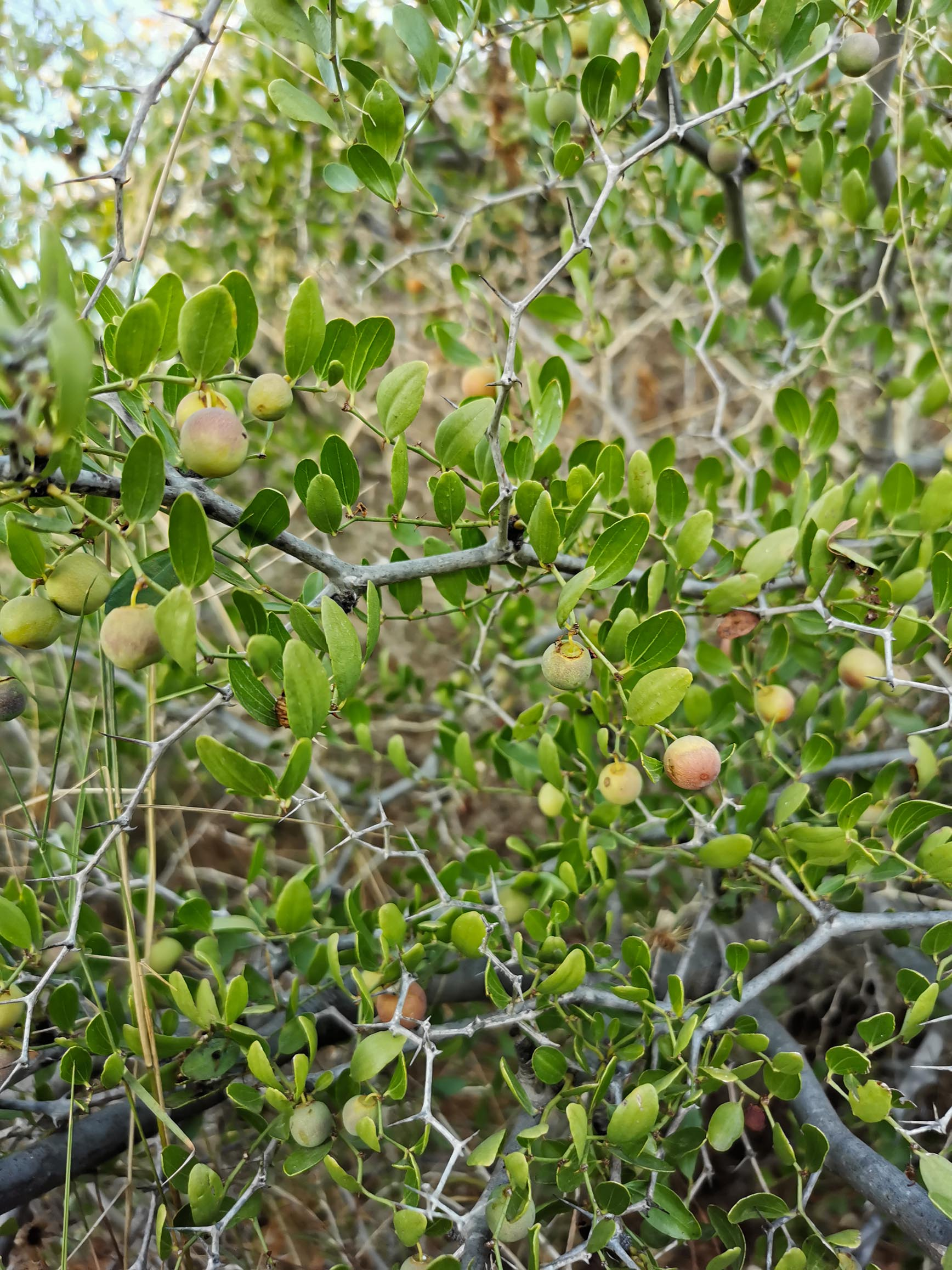
Planta con frutos de azufaifo (Zizyphus Lotus) planta predominante en el lugar

Ocupa una superficie de 264.44 hectáreas. La razón de su importancia se debe por presentar un ecosistema de Artos (Zizyphus Lotus), único en Europa, a pesar de ello se encuentran en una enorme regresión. Las artineras han sido el ecosistema tradicional de la comarca, llegando a ocupar 26.000 hectáreas en la misma. En mayo de 2017, fue propuesto por la Junta de Andalucía para ser declarada como Zona de Especial Conservación junto a otros LIC de Andalucía. Debido a las alegaciones de particulares y del propio ayuntamiento, la declaración de ZEC está actualmente en trámite.

## Valor medioambiental
El espacio presenta "ocho hábitats de interés comunitario", de los cuales cuatro de ellos son de "carácter prioritario", ya que existen poblaciones de artos, catalogado como "Vulnerable" en 1994, y desde 2012 en el Catálogo Andaluz de Especies Amenazadas.

## Protección
En el año 2006 fue declarado LIC por la Decisión de 19 de julio de 2006. Su código de identificación de LIC es ES6110014. Aparte de la protección como LIC, el Ayuntamiento de El Ejido establece protección a algunas artineras. Dentro del Parque Cañada de Ugíjar de 59,86 has., de las cuales 29,46 has. son ocupadas por artos. Por otro lado, se prevé el Parque de los Artos, junto al enlace de la autovía al Hospital del Poniente con 21,96 has.
La creación del LIC en el año 2006 no estuvo exenta de polémica, ya que particulares de las fincas situadas al norte del Santa María del Águila interpusieron un recurso para anular la declaración de LIC en las fincas. En julio del año 2008 el fallo deja inadmisible el recurso. En el año 2015 se producen unas roturaciones en el paraje "Llano del Águila", que arrasan con las artineras allí presentes. Dicho paraje dentro de LIC, justamente fue en el que años atrás sus propietarios alegaron contra la protección del mismo. En abril de 2020 comienza la tramitación para la descatalogación parcial del LIC, en la que se reduciría la superficie protegida en un 28%, permitiendo la construcción de invernaderos en la zona protegida al norte de Sta. María del Águila. En octubre, la Junta aprueba la descatalogación parcial de 75.08 has. por lo que el espacio protegido se reduce a 189.36 has.

## Amenazas
Debido a estar situado en pleno Campo de Dalías, sufre constantes amenazas de ser destruidos, y antes de su protección, ha sufrido un enorme retroceso en las últimas décadas. De ser el ecosistema predominante en la comarca, han pasado a ser manchas relictas del mismo entre invernaderos. Desde la propuesta de protección, hasta la realización de la misma, este hábitat perdió el 80% de su territorio. En la década de 2010 han seguido retrocediendo, siendo roturados los terrenos para la construcción de nuevos invernaderos. Al estar protegidos con normativa europea, Ecologistas en Acción llevó a cabo una de estas roturaciones a fiscalía. Otras de las amenazas que sufre es el abandono y contaminación, ya que la población del lugar los considera descampados sin valor ninguno, y son utilizados como escombreras y vertederos ilegales. Iniciativas por partes de institutos ejidenses se han encargado de limpiar un poco estos parajes.